# Llengües escandinaves
Les llengües escandinaves o germàniques septentrionals són el danès, el feroès, l'islandès, el noruec (bokmål i nynorsk), el suec i l'extint norn. Totes elles provenen de l'antic nòrdic, i són membres de la branca germànica de la família indoeuropea.
L'islandès (i gairebé en igual mesura, el feroès) és la més conservadora d'entre elles, cosa que el fa més complex i molt proper al nòrdic original. Així, per exemple, manté les declinacions. Ultra algunes particularitats en el nynorsk, la resta només conserva el genitiu amb -s.
Existeix un alt grau d'intel·ligibilitat entre els parlants de les llengües escandinaves del continent. Així, és possible considerar el danès com a semi-oficial a Suècia, no pas en el sentit que hi sigui reconegut per llei, sinó que els seus parlants poden continuar fent-hi vida normal en danès: comprar, entendre's amb els veïns, però també coses més burocratitzades com ara fer exàmens a la universitat. El mateix pot ser dit a la inversa, i amb el noruec i Noruega.
Com les altres llengües germàniques, els substantius podien tenir originàriament 3 gèneres (masculí, femení i neutre), si bé aquests s'han vist simplificat a dos (comú i neutre) en el cas del danès, el suec i alguns dialectes del noruec.
L'article definit enclític n'és una característica distintiva. Així, per exemple l'indeterminat et hus ('una casa', en danès, noruec i suec), esdevé huset ('la casa'). La següent taula en mostra un exemple amb les diferents paraules per dir "noi":
| Català   | Suec     | Bokmål  | Nynorsk | Danès    | Islandès     | Feroès      |
| -------- | -------- | ------- | ------- | -------- | ------------ | ----------- |
| un noi   | en pojke | en gutt | ein gut | en dreng | einn strákur | ein drongur |
| el noi   | pojken   | gutten  | guten   | drengen  | strákurinn   | drongurin   |
| uns nois | pojkar   | gutter  | gutar   | drenge   | strákar      | dreingir    |
| els nois | pojkarna | guttene | gutane  | drengene | strákarnir   | dreingirnir |

## Classificació
Totes les llengües escandinaves provenen de l'antic nòrdic i, en conjunt, representen una mena de continu dialectal que a vegades resulta difícil de dividir, especialment en el cas de les del noruec (amb les seves dues versions escrites oficials). Tot i això hom les separa en dues branques, una d'occidental (o insular), generalment més conservadora, i una d'oriental (o continental), molt més simplificadora gramaticalment i molt més influïda per l'alemany, el baix-alemany i el neerlandès.
- Escandinau Occidental (Insular)
  - Feroès
  - Islandès
  - Noruec nynorsk
  - Norn (extint)
- Escandinau Oriental (Continental)
  - Danès
  - Noruec bokmål
  - Suec